# Leskovec (Czechy)
Leskovec – gmina w Czechach, w powiecie Vsetín, w kraju zlińskim. Według danych z dnia 1 stycznia 2012 liczyła 671 mieszkańców.